# Brod bolnica
Brod bolnica je brod koji prvenstveno služi kao objekt za medicinsko zbrinjavanje ili bolnica. S obzirom na to da se najčešće koriste u blizini ratnih područja, većina takvih brodova je u vlasništvu oružanih snaga ili ratnih mornarica. Gađanje brodova bolnica je ratni zločin.

## Haaška Konvencija
Brodovi bolnice su zaštićeni Haaškim konvencijama iz 1899. i 1907. Članak 4. Konvencije X. postavlja sljedeća ograničenja koja se odnose na brod bolnicu:
- Brod mora biti vidljivo označen i osvijetljen kao brod bolnica
- Brod bolnica mora pružati medicinsku pomoć ranjenim osobama bez obzira na državnu pripadnost
- Brod bolnica se ne smije koristiti u bilo koju vojnu svrhu
- Brodovi bolnice ne smiju ometati ili sprječavati borbene brodove
- Suprotstavljene strane mogu pregledati bilo koji brod bolnicu radi istrage kršenja prethodno nabrojanih ograničenja

Ako je neko od tih ograničenja prekršeno, brod se može smatrati protivničkim ratnim brodom i može ga se "zakonski" napasti. Međutim, hotimično gađanje ili potapanje broda bolnice smatra se ratnim zločinom.

## Pravni status
Suvremeni brodovi bolnice na sebi imaju velike crvene križeve ili crvene polumjesece kako bi istakli da su zaštićeni Ženevskom konvencijom i Međunarodnim humanitarnim pravom. Ipak, povijest pokazuje da ni propisno označeni brodovi nisu sasvim sigurni: 14. svibnja 1943. japanska podmornica je potopila australski brod bolnicu Centaur, 26. studenog 1943. američki bombarder B-24 je teško oštetio japanski brod bolnicu Buenosuairesu-maru (preživjela posada je, na još uvijek plutajućem brodu, je, čekajući spašavanje, doživjela napad strojnicom iz drugog bombardera B-24), a 18. studenog 1944. britanski lovci bombarderi su u Puli potopili njemački brod bolnicu Tübingen. Osim toga, u britanskom zračnom napadu 1945. potopljen je njemački brod bolnica Deutschland pri čemu je puno života izgubljeno.
Naoružani brodovi su po međunarodnom pravu izuzeti od zaštite kao brodovi bolnice.